# Sân bay Phetchabun
Sân bay Phetchabun (tiếng Thái: ท่าอากาศยานเพชรบูรณ์) (IATA: PHY, ICAO: VTPB) là một sân bay phục vụ Phetchabun (เพชรบูรณ์), một tỉnh ở miền Bắc Thái Lan.

## Các hãng hàng không và các tuyến điểm
- Air Phoenix (Bangkok-Don Mueang [bắt đầu tháng 5 năm 2008])